# Braemar
Braemar is een dorp in Schotland, het ligt in het Cairngorms National Park. Het is een gemeente in het raadsgebied (council area) Aberdeenshire. Het Cairngorms National Park maakt onderdeel uit van de Schotse Hooglanden en ligt tussen Perth, Aberdeen en Inverness. Braemar ligt ongeveer op de boomgrens, op een hoogte van 339 m. Verschillende beken uit het Cairngorms National Park komen in Braemar bij elkaar en zo begint hier de rivier de Dee. Het Gaelic Bràigh Mhàrr verwijst naar het gebied van 'Boven-Marr'.
Braemar leeft vooral van de toeristen, die naar het Cairngorms National Park komen. Het Braemar Castle staat in de buurt. In Braemar staan twee grote hotels. 

## Geografie
Het dorp wordt omringd door een aantal bergen. Naar het noordwesten ligt de Carn na Drochaide (818 m), naar het het noordoosten de Creag Choinnich (538 m), het zuidoosten de Carn na Sgliat (690 m) en zuidwesten de Morrone (859 m). De plaats is de koudste laaggelegen plaats in het Verenigd Koninkrijk met een gemiddelde temperatuur van 6,5°C en de laagst gemeten temperatuur ooit in het Verenigd Koninkrijk van -27,2°C. Twee keer, op 11 februari 1895 en op 10 januari 1982.
De enige weg door Braemar is de A93. Vanuit het zuiden komt de A93 van de kant van Perth over de Cairnwell Pass, naar het oosten gaat de A93 langs de Dee verder richting Ballater en Aberdeen. Braemar ligt op ongeveer anderhalf uur rijden van Aberdeen, Dundee en Perth.

## Galerij

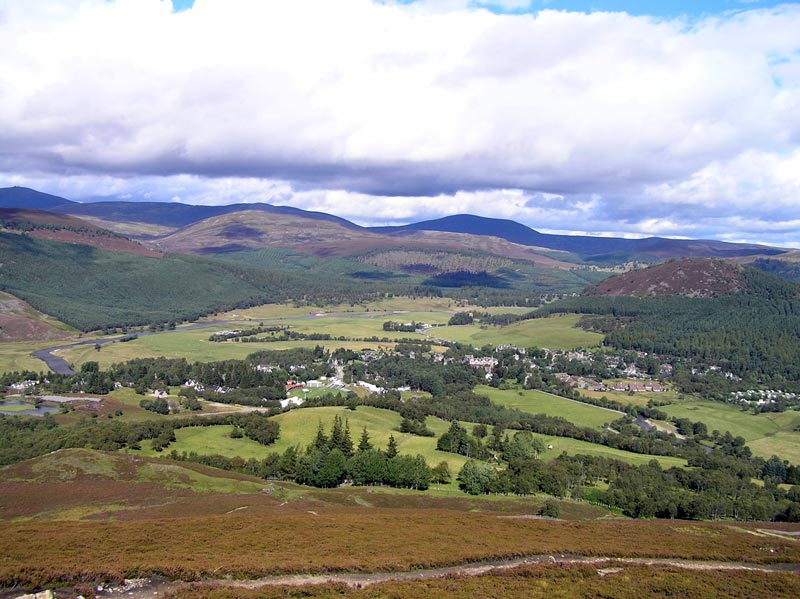
Braemar vanaf de Morrone
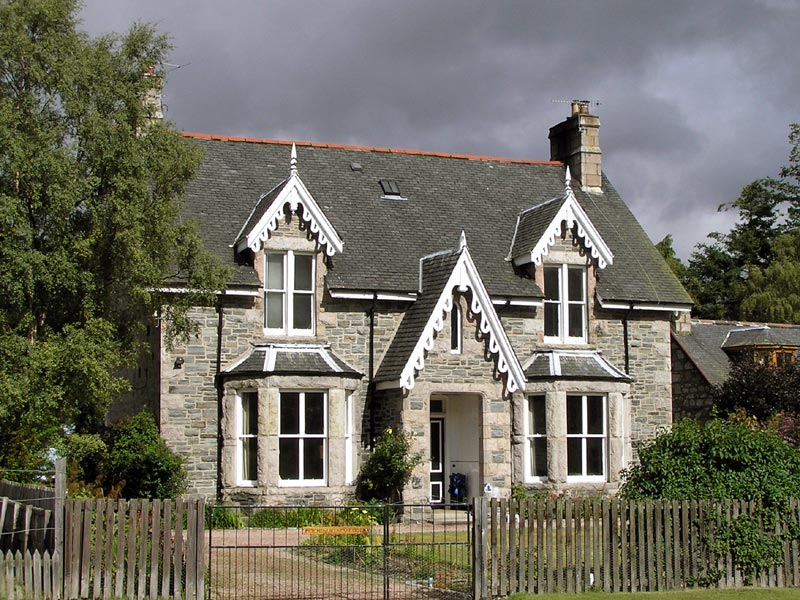
Auchendryne Lodge
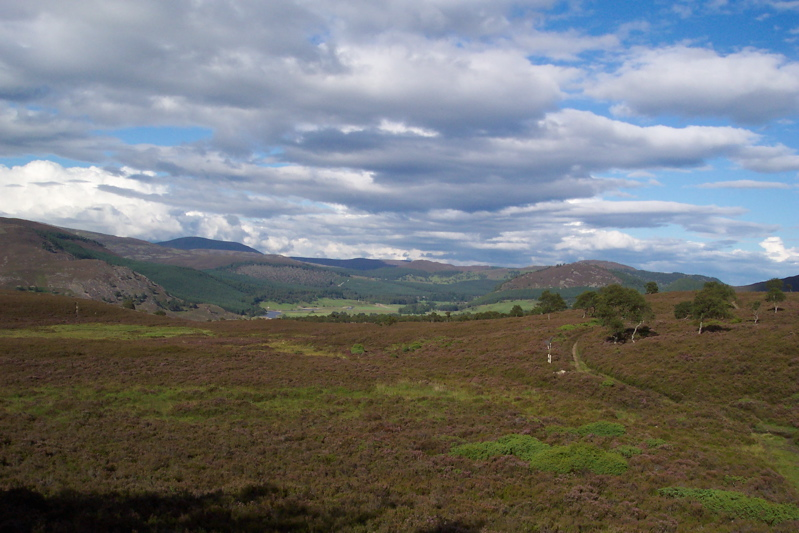
Cairngorms National Park
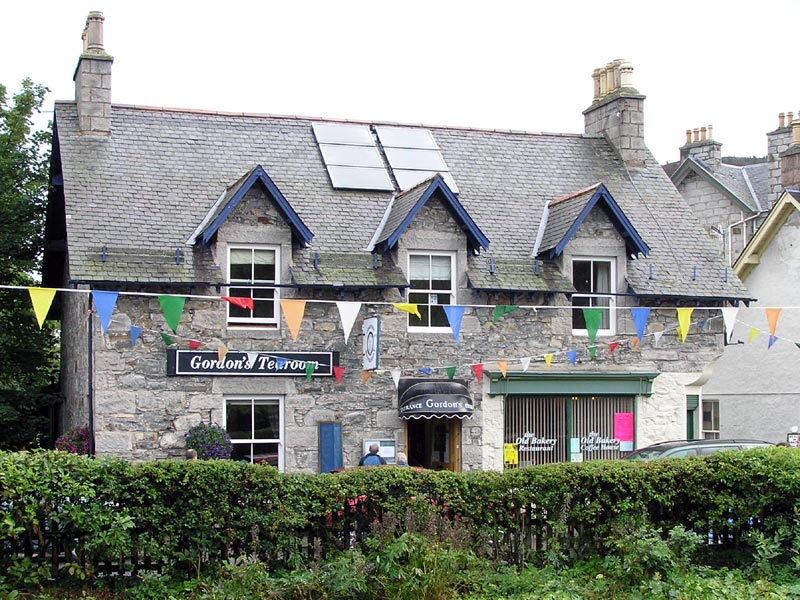
Gordon's Tearoom and Bakery
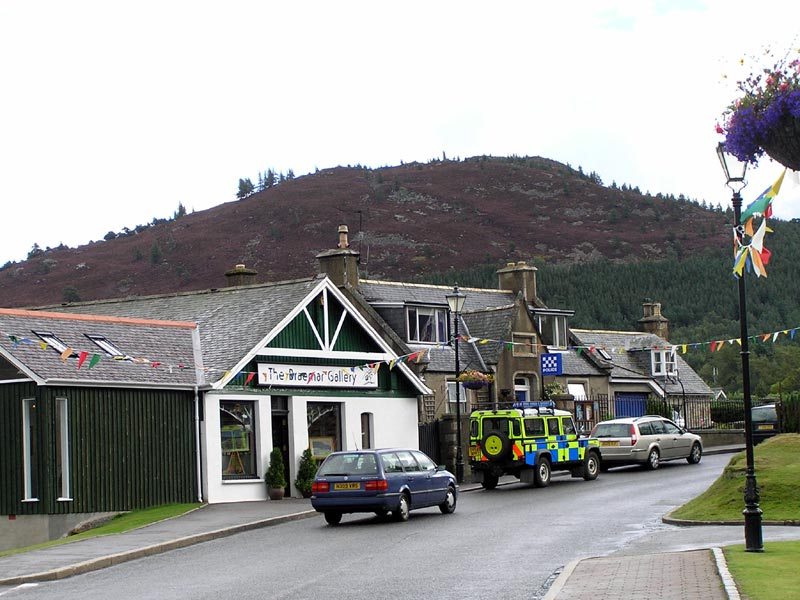
De Braemar Gallery met het politiebureau
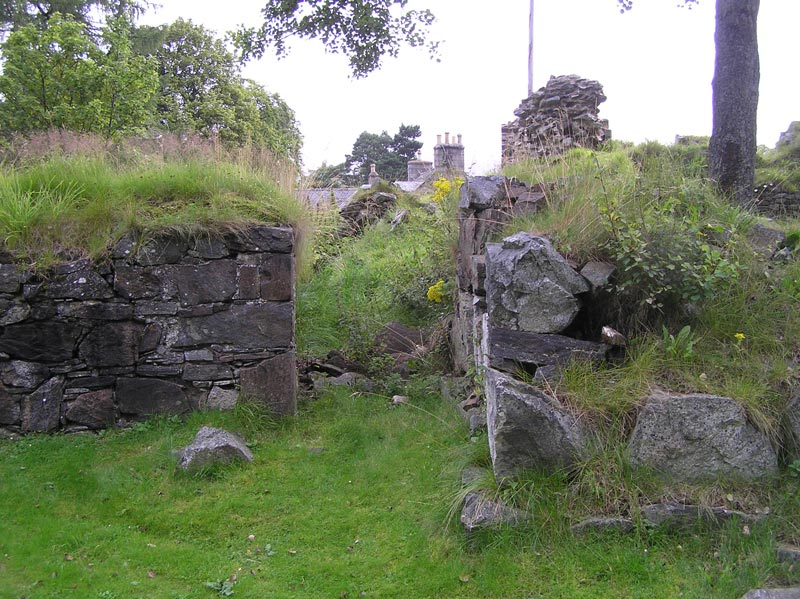
Ruïne van Kindrochit Castle